# We Built This City
Singles de Starship
Sara
(1985)
We Built This City est une chanson écrite par Bernie Taupin, composée par Martin Page, Dennis Lambert et Peter Wolf, et interprétée par le groupe de rock américain Starship. Sortie en single le 1er août 1985, elle est extraite de l'album Knee Deep in the Hoopla.
Il s'agit du premier single du groupe sous le nom de Starship qui auparavant s'appelait Jefferson Starship.
Il se classe no 1 des ventes aux États-Unis, au Canada en Australie et en Afrique du Sud.
Avec We Built This City, Starship obtient une nomination pour le Grammy Award de la meilleure prestation vocale rock par un groupe ou un duo en 1986.

## Accueil critique
À côté du succès commercial et d'une nomination au Grammy Awards, We Built This City apparaît dans la presse américaine en tête sur des listes désignant la pire chanson.
Ainsi, en 2004, le magazine Blender la classe no 1 dans sa liste des 50 pires chansons de tous les temps. Liste qui a été relayée sur plusieurs médias américains, comme CBS News.
En 2011, par un vote sur internet, les lecteurs du magazine Rolling Stone choisissent We Built This City comme la pire chanson des années 1980.
GQ consacre en 2016 un article à la chanson qui est désignée comme "la plus détestée de l'histoire de l'humanité".

## Utilisation dans les médias
En 2014, We Built This City est utilisée au Royaume-Uni dans un spot publicitaire pour un service de téléphonie mobile dans lequel on voit une petite fille et un chaton en train de mimer les paroles de la chanson. Le morceau est alors revenu dans le classement officiel des ventes de singles pendant trois semaines, culminant à la 25e place.

## Classements hebdomadaires et certifications
| Classement (1985-1986)                 | Meilleure position |
| -------------------------------------- | ------------------ |
| Afrique du Sud (Springbok Radio)       | 1                  |
| Allemagne (GfK Entertainment)          | 10                 |
| Australie (Kent Music Report)          | 1                  |
| Autriche (Ö3 Austria Top 40)           | 21                 |
| Belgique (Flandre Ultratop 50 Singles) | 17                 |
| Canada (RPM 100 Singles)               | 1                  |
| États-Unis (Billboard Hot 100)         | 1                  |
| États-Unis (Mainstream Rock)           | 1                  |
| Irlande (IRMA)                         | 9                  |
| Nouvelle-Zélande (RMNZ)                | 11                 |
| Pays-Bas (Single Top 100)              | 21                 |
| Royaume-Uni (UK Singles Chart)         | 12                 |
| Suède (Sverigetopplistan)              | 4                  |
| Suisse (Schweizer Hitparade)           | 8                  |

| Classement (2014)              | Meilleure position |
| ------------------------------ | ------------------ |
| Royaume-Uni (UK Singles Chart) | 25                 |

| Pays                  | Certification | Unités certifiées |
| --------------------- | ------------- | ----------------- |
| Canada (Music Canada) | Or            | 50 000            |
| Danemark (IFPI)       | Or            | 45 000            |
| États-Unis (RIAA)     | Or            | 500 000           |
| Royaume-Uni (BPI)     | Platine       | 600 000           |

### Dans la culture populaire
- We Built This City est intégré à la bande-son du jeu vidéo Grand Theft Auto V dans la radio Los Santos Rock Radio.

## Parodie
En décembre 2018, le blogeur et youtubeur britannique LadBaby (en) sort une parodie de la chanson qui se classe no 1 au Royaume-Uni (ainsi que dans le classement indépendant en Écosse) pendant la semaine de Noël 2018.
Il s'agit d'un single caritatif dont les bénéfices sont reversés à l'ONG The Trussell Trust (en) qui coordonne le réseau national de banques alimentaires au Royaume-Uni. 